# Qualificatórias para o Campeonato Mundial de Voleibol Feminino de 2002 - CSV
As Qualificatórias para o Campeonato Mundial de Voleibol Feminino de 2002- CSV foi o torneio pré-mundial organizado pela  CSV  no período de de 6 a 8 de julho, na cidade de  Santa Fe, no qual qualificou duas seleções da América do Sul para o  Mundial da Alemanha de 2002, com a participação de quatro seleções.
Brasil e Argentina foram os países que garantiram vaga para o referido mundial mediante este torneio

## Fórmula da disputa
Os quatro países da CSV, estes melhores ranqueados em 2000 (Ranking da FIVB), disputaram a primeira fase, onde todos enfrentaram-se (Grupo M) e os dois times com melhor pontuação nesta fase classificou-se para o Mundial da Alemanha de 2002, já o terceiro colocado participou da "repescagem" no Playoff com a representação mexicana.

## Primeira fase
- Local: Estadio 15 de Abril,Santa Fe
- Período: de 6 a 8 de julho de 2001 (UTC−03:00)

### Grupo M
|     |           |     | Jogos | Jogos | Jogos | Resultados | Resultados | Resultados | Resultados | Resultados | Resultados | Sets | Sets | Sets  | Pontos | Pontos | Pontos |
| Pos | Equipe    | Pts | T     | V     | D     | 3–0        | 3–1        | 3–2        | 2–3        | 1–3        | 0–3        | V    | P    | R     | V      | P      | R      |
| --- | --------- | --- | ----- | ----- | ----- | ---------- | ---------- | ---------- | ---------- | ---------- | ---------- | ---- | ---- | ----- | ------ | ------ | ------ |
| 1   | Brasil    | 9   | 3     | 3     | 0     | 3          | 0          | 0          | 0          | 0          | 0          | 9    | 0    | MAX   | 228    | 153    | 1.490  |
| 2   | Argentina | 6   | 3     | 2     | 1     | 2          | 0          | 0          | 0          | 0          | 1          | 6    | 3    | 2,000 | 211    | 169    | 1.249  |
| 3   | Venezuela | 3   | 3     | 1     | 2     | 0          | 1          | 0          | 0          | 0          | 2          | 3    | 7    | 0.429 | 191    | 228    | 0.838  |
| 4   | Peru      | 0   | 3     | 0     | 3     | 0          | 0          | 0          | 0          | 1          | 2          | 1    | 9    | 0.111 | 157    | 237    | 0.662  |

Resultados
| Data  | Hora  |              | Placar |           | Set 1 | Set 2 | Set 3 | Set 4 | Set 5 | Total | Relatório |
| ----- | ----- | ------------ | ------ | --------- | ----- | ----- | ----- | ----- | ----- | ----- | --------- |
| 6 jul | 17:00 | 'Brasil '    | 3–0    | Peru      | 25-14 | 25-9  | 25-13 |       |       | 75–0  | 75–36     |
| 6 jul | 19:00 | 'Argentina ' | 3–0    | Venezuela | 25-16 | 25-14 | 25-18 |       |       | 75–0  | 75–48     |
| 7 jul | 17:00 | 'Venezuela ' | 3–1    | Peru      | 25-23 | 12-25 | 25-11 | 25-19 |       | 87–0  | 87–78     |
| 7 jul | 19:00 | 'Brasil '    | 3–0    | Argentina | 28-26 | 25-18 | 25-17 |       |       | 78–0  | 78–61     |
| 8 jul | 17:00 | Venezuela    | 0–3    | ' Peru'   | 23-25 | 21-25 | 12-25 |       |       | 56–0  | 56–75     |
| 8 jul | 19:00 | 'Argentina ' | 3–0    | Peru      | 25-16 | 25-13 | 25-14 |       |       | 75–0  | 75–43     |

## Classificação final
| Rank | Team      |
| ---- | --------- |
| 1    | Brasil    |
| 2    | Argentina |
| 3    | Venezuela |
| 4    | Peru      |

### Playoff
- Local: Estadio 15 de Abril,Monterrei
- Período: de 7 a 9 de setembro de 2001 (UTC−03:00)

|     |           |     | Jogos | Jogos | Jogos | Resultados | Resultados | Resultados | Resultados | Resultados | Resultados | Sets | Sets | Sets  | Pontos | Pontos | Pontos |
| Pos | Equipe    | Pts | T     | V     | D     | 3–0        | 3–1        | 3–2        | 2–3        | 1–3        | 0–3        | V    | P    | R     | V      | P      | R      |
| --- | --------- | --- | ----- | ----- | ----- | ---------- | ---------- | ---------- | ---------- | ---------- | ---------- | ---- | ---- | ----- | ------ | ------ | ------ |
| 1   | México    | 5   | 3     | 2     | 1     | 1          | 0          | 1          | 0          | 0          | 1          | 6    | 5    | 1.200 | 257    | 255    | 1.008  |
| 2   | Venezuela | 4   | 3     | 1     | 2     | 1          | 0          | 0          | 1          | 0          | 1          | 5    | 6    | 0.833 | 255    | 257    | 0.992  |

Resultados
| Data  | Hora  |              | Placar |           | Set 1 | Set 2 | Set 3 | Set 4 | Set 5 | Total | Relatório |
| ----- | ----- | ------------ | ------ | --------- | ----- | ----- | ----- | ----- | ----- | ----- | --------- |
| 7 set | 17:00 | 'Venezuela ' | 3–0    | México    | 26-24 | 25-19 | 25-23 |       |       | 76–0  | 76–66     |
| 8 set | 19:00 | 'México '    | 3–2    | Venezuela | 26-24 | 22-25 | 19-25 | 29-27 | 16-14 | 112–0 | 112–115   |
| 9 set | 19:00 | 'México '    | 3–0    | Venezuela | 25-18 | 29-27 | 25-20 |       |       | 79–0  | 79–65     |